# 2019年コロナウイルス感染症で亡くなった著名人の一覧
2019年コロナウイルス感染症で亡くなった著名人の一覧（2019ねんコロナウイルスかんせんしょうでなくなったちょうめいじんのいちらん）では、死亡時期別に新型コロナウイルス感染症 (COVID-19) の2019年以降のパンデミックにおいて、同ウイルスに感染し、死亡した著名人を列挙する。
| 死亡時期                           | 項目                                                                  |
| ---------------------------------- | --------------------------------------------------------------------- |
| 2020年上半期（6月まで） とそれ以前 | 2019年コロナウイルス感染症で亡くなった著名人の一覧 (2020年上半期以前) |
| 2020年下半期（7月から）            | 2019年コロナウイルス感染症で亡くなった著名人の一覧 (2020年下半期)     |
| 2021年                             | 2019年コロナウイルス感染症で亡くなった著名人の一覧 (2021年)           |
| 2022年以降                         | 2019年コロナウイルス感染症で亡くなった著名人の一覧 (2022年以降)       |